# Аббатство Святого Михаила (Бамберг)
Аббатство святого Михаила (нем. Kloster Michelsberg) — бенедиктинский монастырь. Расположен на горе Михельсберг — одном из холмов Бамберга. Основан в 1015 году. Видным представителем местных книжников являлся хронист и теоретик церковной музыки Фрутольф из Михельсберга (ум. 1103). В XII веке переживал расцвет под влиянием располагавшейся в монастыре школы писцов. Развитию аббатства поспособствовал и епископ Отто Бамбергский, канонизированный в 1189 году. Позднее был местом паломничества к мощам св. Отто. Секуляризован в начале XIX века. В настоящее время помещения монастыря занимает дом престарелых.
Некоторые сведения об истории монастыря за период 1066 — 1160 годы приводятся в сохранившихся Анналах святого Михаила Бамбергского.